# مسعود (سنحان)

تعديل مصدري - تعديل

مسعود هي إحدى قرى عزلة الفروات بمديرية سنحان وبني بهلول التابعة لمحافظة صنعاء، بلغ تعداد سكانها 2737 نسمة حسب تعداد اليمن لعام 2004.